# Tumo Turbo
Tumo Turbo (23 febbraio 1970 – 27 ottobre 2008) è stato un maratoneta etiope.

## Biografia
Nel 1993 si è piazzato in sesta posizione in Coppa del mondo di maratona, vincendo nella circostanza anche la medaglia d'oro a squadre. Nel 1995 si è piazzato in ventinovesima posizione ai Mondiali nella maratona. Nel 1996 ha gareggiato sempre in maratona ai Giochi Olimpici di Atlanta, conclusi con un ritiro, che è anche lo stesso esito con cui ha terminato la maratona ai Mondiali del 1997.

## Palmarès
| Anno | Manifestazione  | Sede     | Evento   | Risultato | Prestazione | Note |
| ---- | --------------- | -------- | -------- | --------- | ----------- | ---- |
| 1995 | Mondiali        | Göteborg | Maratona | 29º       | 2h22'01"    |      |
| 1996 | Giochi Olimpici | Atlanta  | Maratona | dnf       | dnf         |      |
| 1997 | Mondiali        | Atene    | Maratona | dnf       | dnf         |      |

## Altre competizioni internazionali[1]
1992
- 33º alla Maratona di Berlino ( Berlino) - 2h21'35"

1993
- 6º in Coppa del mondo di maratona ( San Sebastián) - 2h10'31"
- Oro a squadre in Coppa del mondo di maratona ( San Sebastián) - 6h31'17"

1994
- 12º alla Maratona di Berlino ( Berlino) - 2h13'49"
- Argento alla Maratona di Torino ( Torino) - 2h10'24"

1995
- Oro alla Maratona di Praga ( Praga) - 2h12'44"
- 11º alla Maratona di Roma ( Roma) - 2h15'13"
- 9º alla Maratona di Pechino ( Pechino) - 2h19'39"

1996
- Argento alla Maratona di New York ( New York) - 2h10'09"
- 20º alla Maratona di Boston ( Boston) - 2h14'59"

1997
- Bronzo alla Maratona di Enschede ( Enschede) - 2h16'01"

1998
- 5º alla Maratona di Berlino ( Berlino) - 2h11'01"
- 8º alla Maratona di Boston ( Boston) - 2h13'06"

1999
- Bronzo alla Maratona di Pechino ( Pechino) - 2h13'42"

2000
- 6º alla Maratona di Torino ( Torino) - 2h11'07"

2001
- 25º alla Maratona di Seul ( Seul) - 2h25'19"

2003
- 4º alla Maratona di Ottawa ( Ottawa) - 2h20'44"
- 6º alla Maratona di Hong Kong ( Hong Kong) - 2h23'41"

2005
- 13º alla Maratona di Istanbul ( Istanbul) - 2h20'59"

2006
- Oro alla Maratona di Taipei ( Taipei) - 2h25'40"
- 35º alla Maratona di Istanbul ( Istanbul) - 2h26'10"